# Каринтийская белая (порода коров)
Каринтийская белая — порода крупного рогатого скота молочно-мясного направления.
Животные, как правило, равномерно белого или бледно-жёлтого цвета, с бледными мордой, рогами и копытами. Коровы весят 500—600 кг, быки — 800—850 кг.
Порода происходит от древних пород скота славянского населения Восточных Альп, скрещенных с местной жёлтой вюрцбургской породой. Официально зарегистрирована в 1890 году. Сначала каринтийскую белую разводили вблизи города Эберштайн в Каринтии. Впоследствии порода распространилась в долину Лавантталь и в окрестностях города Фризах. В 1924 году основана Каринтийская ассоциация фермерских хозяйств, которая занималась племенным разведением каринтийский белой.
В 1970 году в регионе насчитывалось более 60 тысяч голов каринтийской белой. Впоследствии поголовье начало уменьшаться и в 1990 году осталось всего около сотни представителей породы. Правительством Австрии создана программа по возрождению редких аборигенных пород скота и до 2015 года поголовье каринтийский белой увеличилось до 1200 голов.